# Dit d'Amiens
Le Dit d'Amiens, ou mise d'Amiens, est un arbitrage rendu à Amiens, le 23 janvier 1264 par Saint Louis dans un conflit opposant le roi Henri III d'Angleterre à ses barons révoltés autour de Simon V de Montfort.

## Contexte historique

### Une situation politique et économique difficile
À la fin des années 1250, le mécontentement des barons anglais eut pour motif la collecte des taxes, l'influence grandissante des conseillers poitevins à la cour et la politique sicilienne du roi. L'Église anglaise elle-même était irritée par la façon dont le roi la traitait. D'autre part, les Gallois étaient en lutte ouverte contre leur souverain et s'allièrent avec l'Écosse. La situation économique était difficile car les dépenses de la guerre en Sicile avaient ruiné le royaume et les récoltes avaient été mauvaises. Tout cela conduisit à une fronde de la noblesse anglaise.

### Les Provisions d'Oxford
En avril 1258, Simon de Montfort, Roger et Hugues Bigot, John Fitzgeoffrey, Pierre de Montfort, Pierre de Savoie et Richard de Clare formèrent une alliance secrète pour chasser les Lusignan, nobles poitevins, de la cour. Les conspirateurs entrèrent à Westminster, le 28 avril, au cours d'une séance du Parlement et organisèrent un coup d'État. Craignant d'être arrêté et emprisonné, Henri III accepta d'abandonner sa politique de règne personnel et de gouverner avec un conseil de 24 nobles et ecclésiastiques nommés moitié par le roi et moitié par les barons. Ces concessions furent appelées les Provisions d'Oxford.
Les quatre années qui suivirent ne parvinrent pas à rétablir le calme en Angleterre. L'une des priorités du nouveau pouvoir était de régler le différend avec la France. À la fin de l'année 1259, Henri III et ses conseillers ainsi que Simon de Montfort allèrent à Paris pour négocier les derniers détails d'un traité de paix avec Louis IX. De retour en Angleterre, le conflit entre le roi et ses barons se ranima.

### Le traité de Kingston
Henri III tenta de régler la crise en obligeant les barons à accepter le traité de Kingston qui introduisait un système d'arbitrage pour juger les litiges entre le roi et les nobles, le roi de France Louis IX étant le dernier recours si aucun compromis n'était trouvé entre le roi d'Angleterre et ses barons. Mais perdant des appuis, la position d'Henri III s'affaiblit et au début de 1263, le pays se dirigeait vers la guerre civile.
La seconde guerre des barons éclata en 1263. Mais, les coalisés se désunirent et Henri III fit appel au roi de France comme cela était prévu par le traité de Kingston.

## La mise d'Amiens
Le roi d'Angleterre se rendit à Paris avec les représentants de Simon de Montfort. Après plusieurs mois de débats, Louis IX prononça en janvier 1264 la mise d'Amiens qui :
- condamnait les rebelles ;
- reconnaissait les droits du roi d'Angleterre ;
- annulait les provisions d'Oxford.

Henri III rentra en février en Angleterre où la décision française fut très mal acceptée.

## Conséquences
La lutte reprit entre les barons révoltés et le roi d'Angleterre :
- D'abord vainqueurs à la bataille de Lewes, le 14 mai 1264,
- les barons rebelles furent ensuite écrasés à la Bataille d'Evesham par les troupes du roi d'Angleterre commandées par son fils Édouard, le 4 août 1265.